# Emil Oberhoffer
Emil Oberhoffer (Múnich; 10 de agosto de 1867 - San Diego; 22 de mayo de 1933) fue un director de orquesta y compositor estadounidense nacido en Alemania. Fundó la Orquesta Sinfónica de Minneapolis (ahora conocida como Orquesta de Minnesota ) y fue su director durante los primeros 19 años de su existencia.

## Biografía
Emil Johann Oberhoffer nació cerca de Múnich, Reino de Baviera, el 10 de agosto de 1867 en el seno de una familia de músicos, su padre era un conocido organista, compositor y director de orquesta y su madre y sus hermanos también se dedicaron a la música. Desde muy temprano mostró su interés por el órgano y el violín y fue enviado a recibir formación con el discípulo Josef Rheinberger , Cyrill Kistler. Más tarde completó su formación en París, donde fue enviado para realizar estudios intensivos de piano con Isidor Philipp.
En 1885 emigró a los Estados Unidos y se instaló en Nueva York, convirtiéndose en ciudadano estadounidense en 1893. Se mudó a Saint Paul (Minnesota) en 1897 como maestro, conferencista, concertista y director de orquesta. Dirigió el Apollo Club de Minneapolis, una notable sociedad coral. También organizó la Asociación Coral Schubert y la Orquesta Schubert en St. Paul y fue director del Club Filarmónico de Minneapolis, un grupo coral. Se sintió frustrado por la calidad de los conjuntos scratch utilizados para el acompañamiento de estos grupos, y esto se convirtió en el catalizador para el establecimiento de una orquesta permanente en Minneapolis. La Orquesta Sinfónica de Minneapolis dio su primera actuación, bajo la dirección de Oberhoffer, el 5 de noviembre de 1903.
Fue también organista y director musical de la Iglesia del Redentor, y fundó la cátedra de música de la Universidad de Minnesota. Personalmente, era muy activo y enérgico, e instigó la práctica de realizar numerosas giras con la orquesta, haciéndola más conocida que la mayoría de sus homólogas. La orquesta hizo su debut en el Carnegie Hall en 1912. Un gran número de solistas de fama internacional actuaron con la orquesta durante el mandato de Oberhoffer.
Oberhoffer abandonó Minneapolis en 1922 después de aumentar las fricciones con la dirección de la orquesta. Su lugar lo ocupó Bruno Walter como director invitado durante 1922-23 y luego Henri Verbrugghen . Su mandato de 19 años con la Sinfónica de Minneapolis no fue igualado hasta Stanisław Skrowaczewski (1960-1979).
Se mudó a California y actuó como director invitado de la Orquesta Filarmónica de Los Ángeles, la Sinfónica de San Francisco, la Orquesta Sinfónica de St. Louis y la Orquesta Sinfónica de Detroit. El 8 de julio de 1926 dirigió la primera interpretación de la Filarmónica de Los Ángeles de Miroirs de Maurice Ravel.
Entre sus composiciones destacan: Hora Novissima (una escena vocal sobre las últimas horas de un niño moribundo a cuyo lado espera su madre mientras doblan unas campanas), y Mélodie élégiaque, dedicada a la violinista francesa Camilla Urso.
Emil Oberhoffer falleció en San Diego (California) el 22 de mayo de 1933, a la edad de 65 años. Está enterrado en el cementerio de Lakewood, Minneapolis, donde se encuentra el Obelisco Oberhoffer en su memoria.